# Милюс, Яронимас
Яронимас Милюс (лит. Jeronimas Milius; род. 11 октября 1984 в Вильнюсе, Литовская ССР, СССР) — литовский певец, хеви-метал-вокалист, участник престижных музыкальных конкурсов, среди которых: Евровидение, Славянский базар, конкурс  
оперных солистов Триумфальная арка.

## Факты биографии
По собственному признанию, Яронимас Милюс начал петь «нечаянно» в 17 лет, когда друг пригласил его на репетицию школьной группы, исполнявшей каверы.
В записанной на видео прогулке по Вильнюсу певец показывает свои любимые места литовской столицы — колледж, где он учился актёрскому искусству; рок-паб, где тусовался с подростками; здание национального литовского телевидения, где он впервые спел арию Христа из рок-оперы Иисус Христос — суперзвезда.
В 2003 году Яронимас стал одним из инициаторов создания литовской хэви/пауэр-метал группы Soul Stealer.
В 2004—2008 годы учился вокалу у известных литовских рок-исполнителей — Чесловаса Габалиса и Повиласа Мешкелы, которые приглашали Яронимаса для участия в совместных концертах. Осенью 2008 года певец стал студентом театрального отделения факультета искусств Вильнюсской коллегии, где преподаёт доцент Витаутас Юозапайтис — литовский оперный баритон, солист  Литовского национального театра оперы и балета.
Победив на национальном отборочном конкурсе, 
Яронимас Милюс в мае 2008 года представлял Литву на конкурсе Евровидение 2008 в Белграде со своей драматической балладой «Скитальцы в ночи». В отборочном туре песня вышла на первое место с результатом в 11674 очков, однако во втором полуфинале Евровидения песня заняла лишь шестнадцатое место и не попала в финал.
В декабре 2008 года на конкурсе литовского национального телевидения «Триумфальная арка» Яронимас занял четвёртое место, а в 2009 году стал лауреатом третьей премии международного фестиваля Славянский базар в Витебске. В настоящее время певец продолжает музыкальную карьеру, участвуя в операх, мюзиклах, сольных выступлениях и в составе литовской группы «Soul Stealer». Яронимас Милюс отказывается от халтуры, обещающей много денег, вспоминая свой опыт сотрудничества в годы учёбы с Валентинасом Масалскисом — одним из «немногих режиссёров, для которых первична идея, дело, а не деньги».

## Видеозаписи
На YouTube:
- Ария из рок-оперы «Иисус Христос — суперзвезда»
- Баллада «Still loving you» рок-группы Scorpions
- Рок-баллада «Я свободен!»
- Клип на песню «Никогда мы не будем братьями»